# Bottenlösen, Närke
Bottenlösen är en sjö i Örebro kommun i Närke och ingår i Göta älvs huvudavrinningsområde.